# Maxillaria rufescens
Maxillaria rufescens, the Light Fox-red Maxillaria, là một loài lan bản địa của Trinidad và the Amazon Basin in Colombia, Ecuador, Peru, Bolivia, Venezuela, The Guianas và Brasil.. The plant grows at eleveations of 200 to 2000 meters, và grows up too 1 1/4 inches (3 to 4 centimeters).

## Hình ảnh

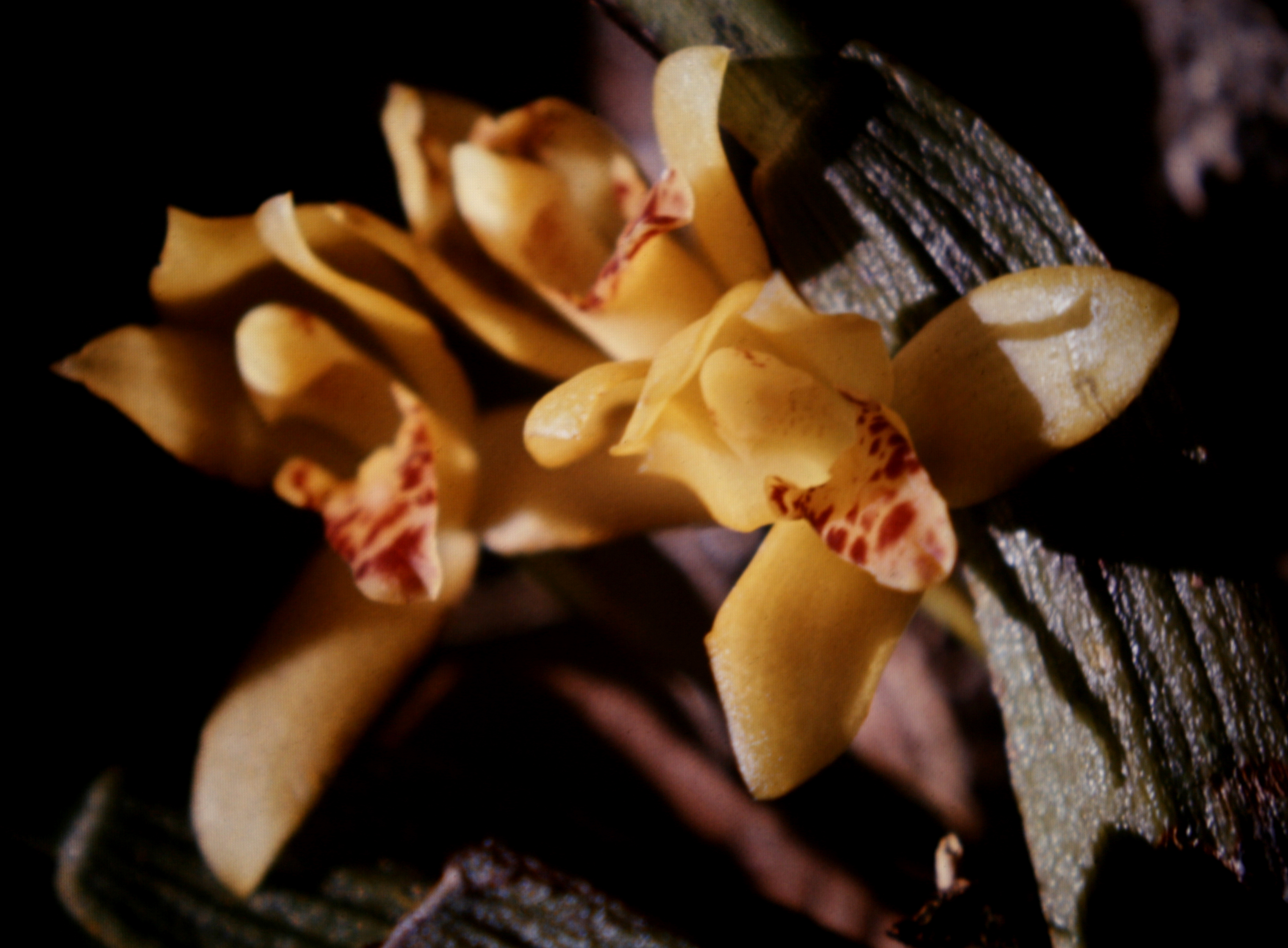
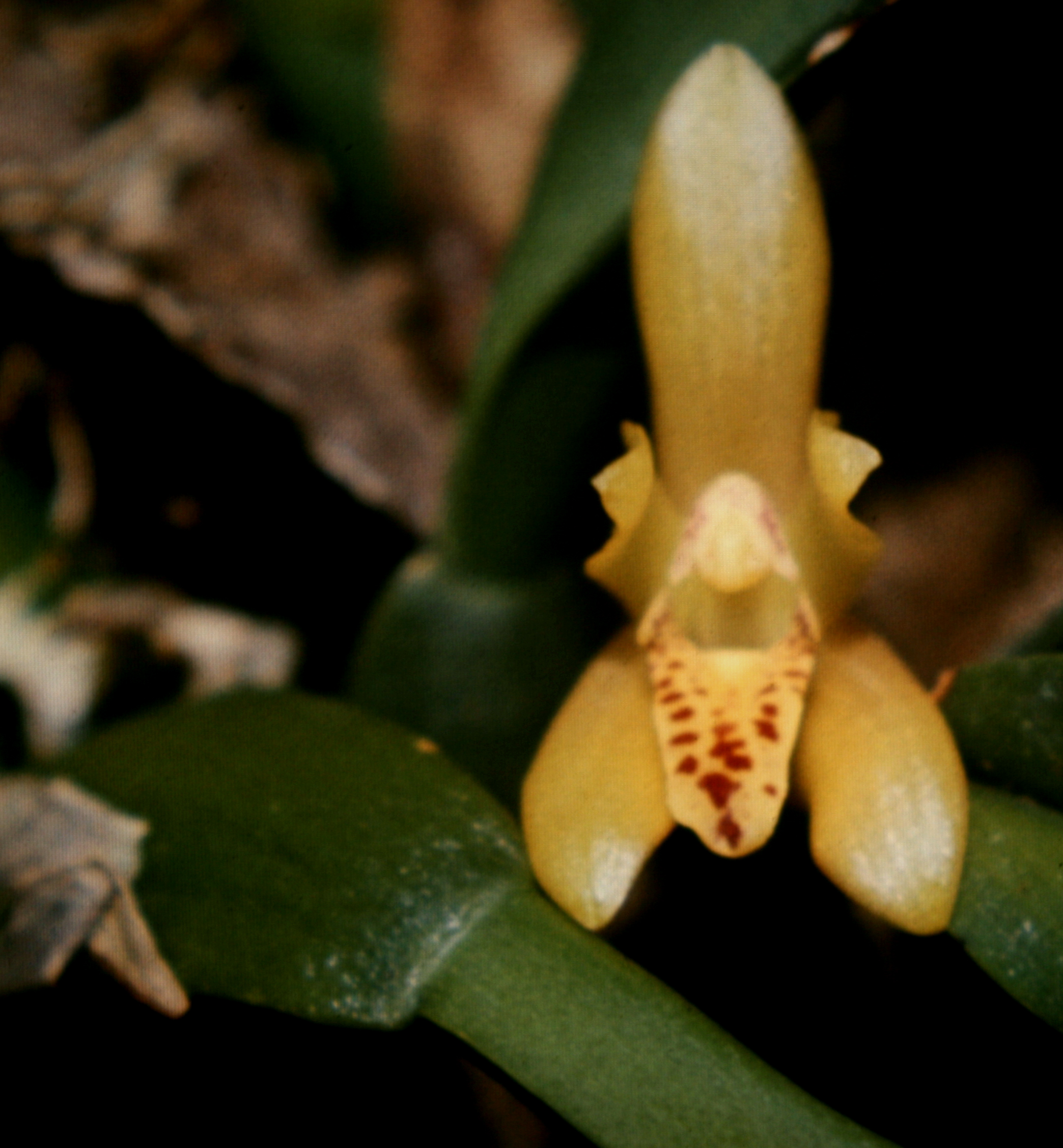
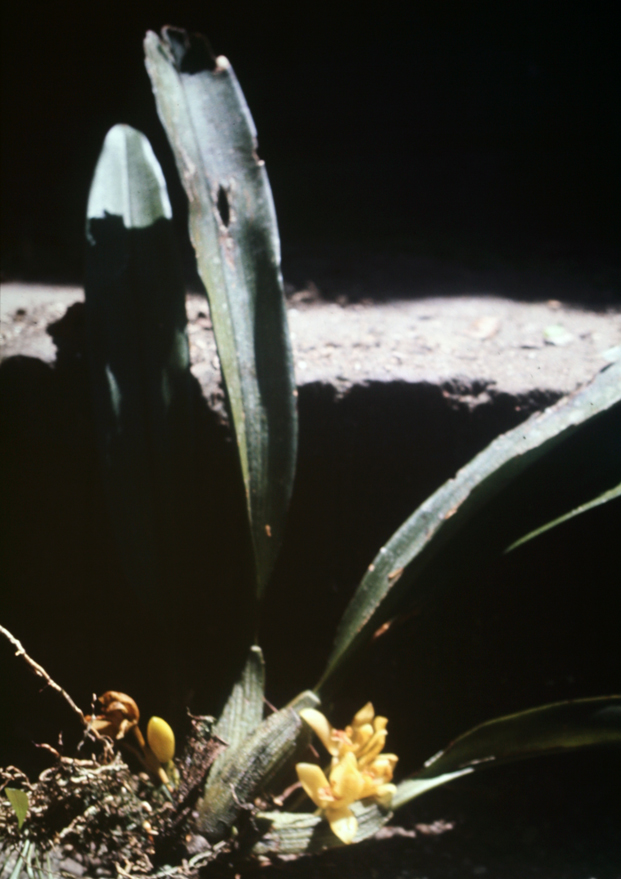
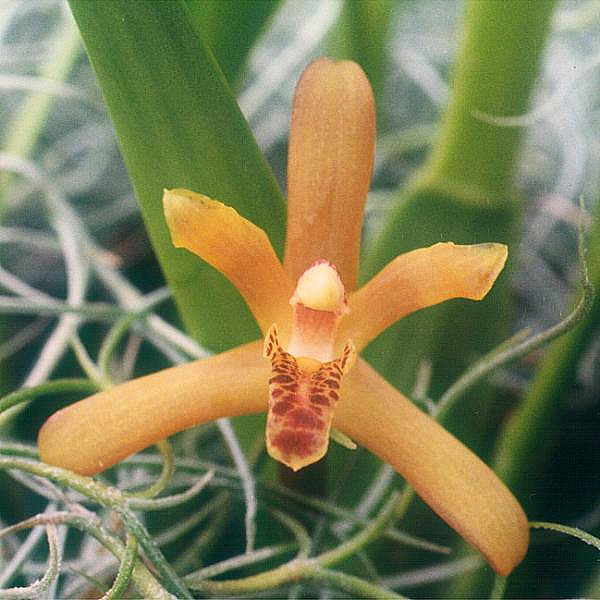